# Oerlikon Balzers
Oerlikon Balzers is een deel van de OC Oerlikon-groep, een Zwitsers technologieconglomeraat en een producent van PVD-coatings. De door Oerlikon Balzers geproduceerde coatings hebben de verbetering van de prestaties en levensduur van onder andere metalen precisie-onderdelen tot doel. Dit kan omdat zo'n flinterdunne laag de wrijving vermindert en extra hardheid levert.

## Geschiedenis
Met de steun van prins Frans Jozef II van Liechtenstein en de Zwitserse industrieel Emil Georg Bührle richtte professor Max Auwärter in 1946 Gerätebauanstalt Balzers op. Het objectief was om de toen nog vrij onbekende en amper onderzochte vacuüm dunne film-technologie op een industriële schaal bruikbaar te maken. Aangezien er toentertijd nog geen systemen voor deze technologie beschikbaar waren, ontwierp en ontwikkelde het bedrijf ze zelf. De eerste populaire applicaties voor hun technologie waren zowel zonnebescherming en antireflectiecoating voor de lenzen in brillen, antireflectiecoating voor cameralenzen en optische filters, reflectoren en dunne films voor elektronische applicaties.
In 1976, dertig jaar na de oprichting, werd het bedrijf een deel van de Oerlikon-Bührle Holding AG, wat later bekend zou komen te staan als de OC Oerlikon-groep. In 1983 opende in Italië het eerst coatingcenter buiten het Liechtensteinse grondgebied, een jaar later volgde het eerste in de Verenigde Staten. Het eerste Aziatische coatingcenter opende in 1987 in Japan.
In juni 2014 nam de OC Oerlikon-groep het bedrijf Sulzer Metco over van het Zwitserse Sulzer AG. De naam veranderde daarop naar Oerlikon Metco en alhoewel het als apart bedrijf bleef bestaan, is sinds 2015 het gedeelte dat gespecialiseerd is in dunne films geïncorporeerd in Oerlikon Balzers. Oerlikon Metco en Balzers vormen tezamen het "Surface Solutions Segment" van de OC Oerlikon-groep.

## Vestigingen
Het bedrijf Oerlikon Balzers heeft anno 2015 een totaal van 106 coatingcenters in 34 landen, voornamelijk in Europa en Noord-Amerika, maar ook in Zuidoost-Azië en Zuid-Amerika. In de Benelux zijn er drie vestigingen. De hoofdzetel voor de regio bevindt zich in Sint-Truiden (België) en verder zijn er ook centra in Tiel (Nederland) en Niederkorn (Luxemburg).

## Omzet
In het jaar 2012 behaalde het bedrijf een totale omzet van 502 miljoen CHF (ca. 415 miljoen €). Het boekjaar 2013 werd afgesloten met een iets hogere omzet, ditmaal was er sprake van een totaal van 511 miljoen CHF (ca. 416,5 miljoen €).